# Labeo cyclopinnis
Labeo cyclopinnis är en fiskart som beskrevs av Nichols och Griscom, 1917. Labeo cyclopinnis ingår i släktet Labeo och familjen karpfiskar. IUCN kategoriserar arten globalt som livskraftig. Inga underarter finns listade i Catalogue of Life.